# Treffauer
Treffauer (2304 m n. m.) je třetím nejvyšším vrcholem v pohoří Kaisergebirge ve spolkové zemi Tyrolsko v Rakousku.

## Poloha
Treffauer se zvedá jižně od hlavního hřebene a je tak jednou z nejvýraznějších hor v pohoří Wilder Kaiser. Poněkud oddělený severně od Treffaueru, dlouhý hlavní hřeben mezi Scheffauerem, Sonneckem a Zentralkaiserem probíhá západovýchodním směrem kolem Ellmauer Halt. Jižně před ním se nachází Tuxeck (2226 m n. m.). Hora patří k obci Scheffau am Wilden Kaiser, hranice s obcí Kufstein probíhá přímo u vrcholového kříže. 

## Výstup
Mezi horolezci je Treffauer považován za náročnou, ale prospěšnou a nijak zvlášť obtížnou túru. Přesto jsou nutné zkušenosti s vysokohorskou turistikou, dobrá fyzická kondice, sucho, jisté nohy a bez obav z výšek a závratí. Značená normální cesta na Treffauer začíná v Scheffau a vede přes Jägerwirt, Wegscheid-Hochalm, Schneekar a slunným západním úbočím asi čtyři hodiny k vrcholovému kříži (dva zajištěné úseky, opakované úseky I podle UIAA, dva úseky v nižším druhém stupni). Tato trasa je zdaleka nejjednodušší a na rozdíl od sousední Ellmauer Halt méně náročná, ale velmi exponovaná, zejména v horní části. Oblíbený, ale nepodceňovaný je traverz na Tuxeck s následným sestupem na Gruttenhütte. Je třeba překonat obtížné nezajištěné lezecké úseky (až III) a v nepřehledném terénu je také vysoké riziko pádu kamení.
Vrch poprvé zdolali 8. září 1853 Emil Schlagintweit a Robert von Schlagintweit s průvodcem Mathiasem Oergerem z Kufsteinu.

## Galerie

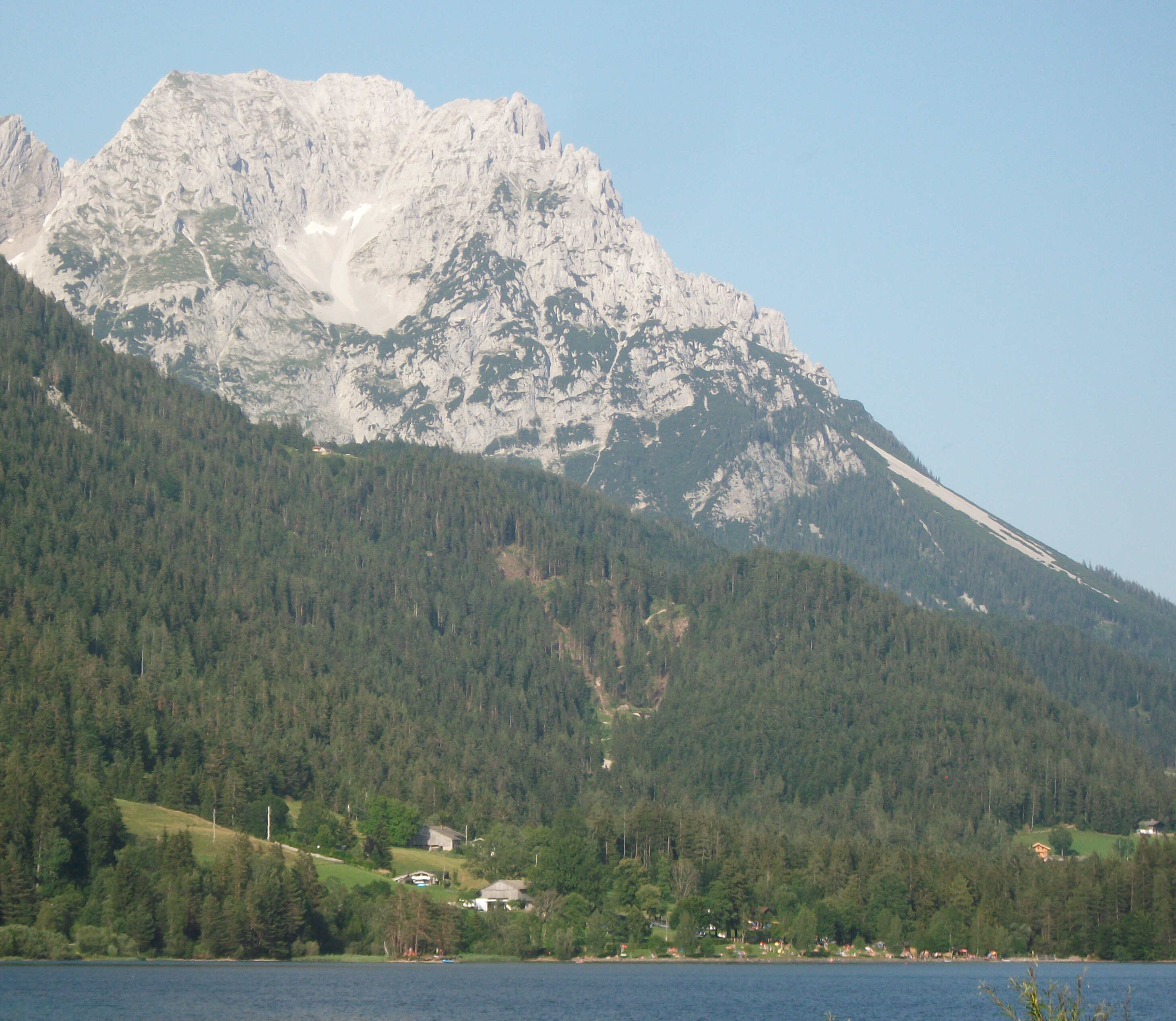
Treffauer při pohledu od jihozápadu od Hintersteiner See, vlevo Schneekar, uprostřed Hochkar, vpravo Tuxeck.
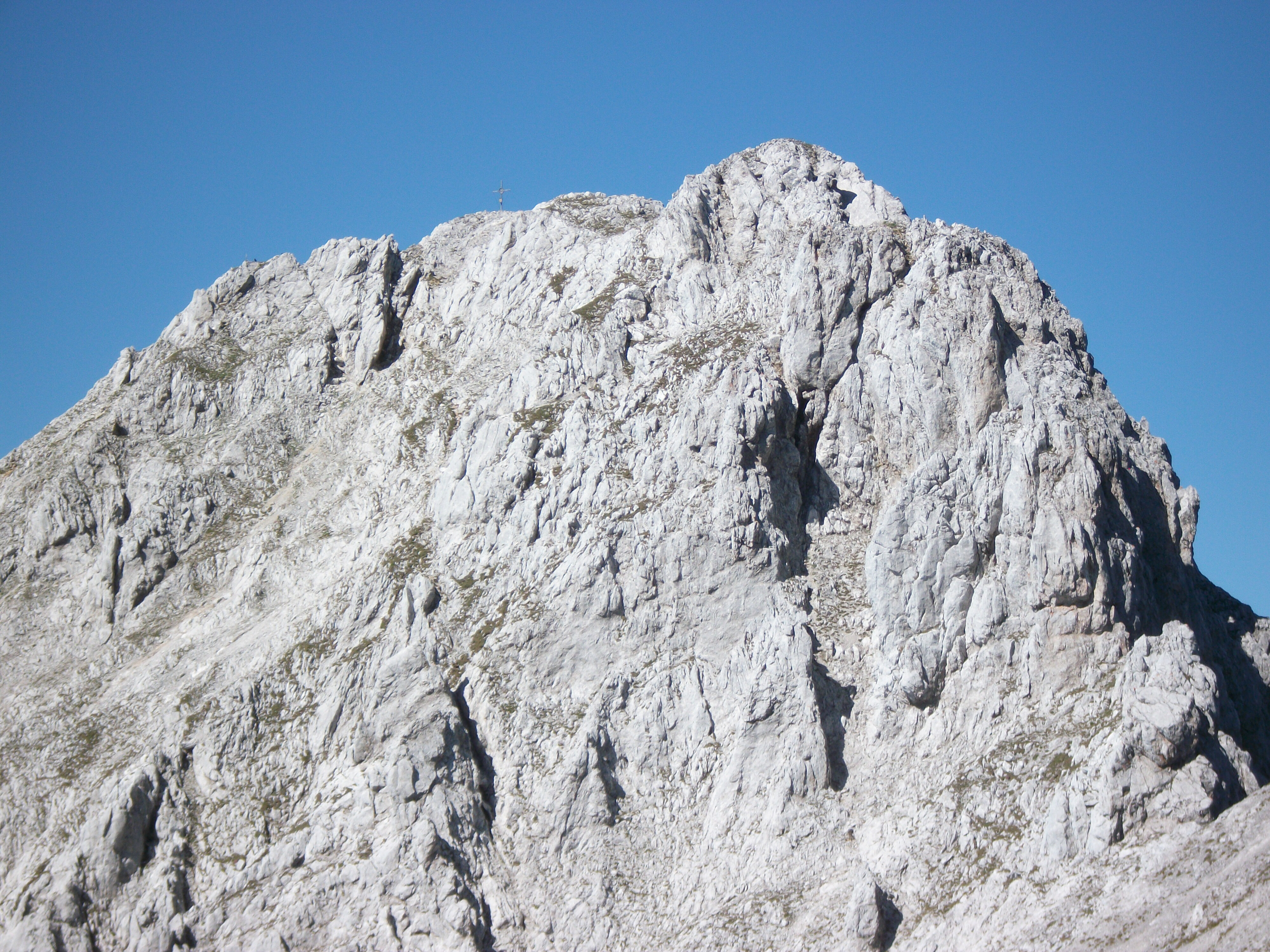
Vrchol Treffauer
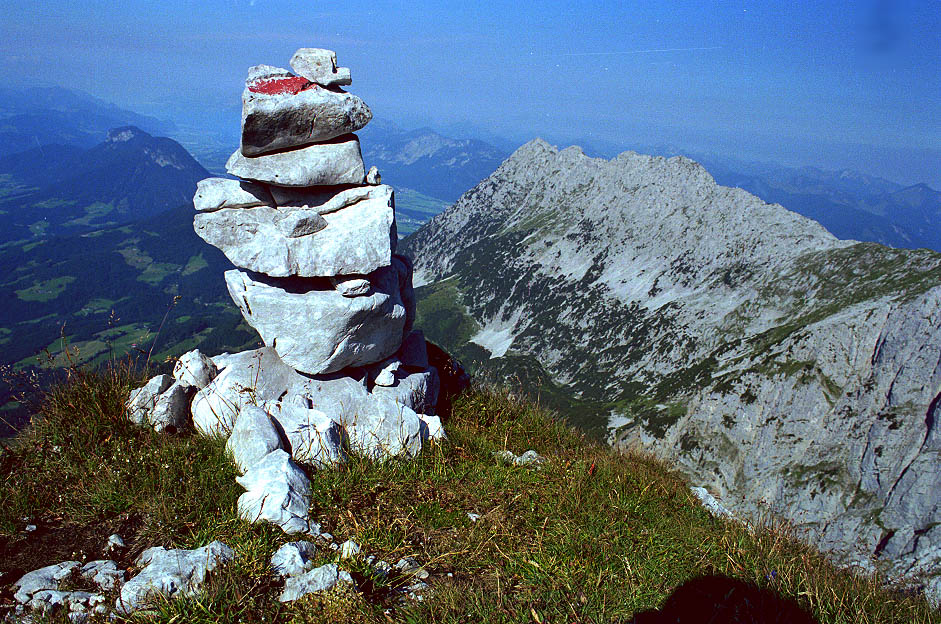
Mužik na Treffauer, Wilder Kaiser. Pohled západním směrem do údolí Inn. Vlevo od mužika Velký Pölven (Mittagskogel) 1595m a Malý Pölven 1562m, za mužikem se částečně skrývá Achleitner Kogel 1229m. Napravo od Scheffauer 2111 m, Hackenkopf 2125 m a Wiesberg 1998 m (srpen 2000)